# جاكوب رامزي
جاكوب رامزي (بالإنجليزية: Jacob Ramsey) هو لاعب كرة قدم بريطاني في مركز الوسط، ولد في 28 مايو 2001 في Great Barr ‏ في المملكة المتحدة. لعب مع أستون فيلا.وفي أغسطس 2025 انتقل للعب مع نادي نيوكاسل الإنكليزي.

## وصلات خارجية
- جاكوب رامزي على موقع بوكس ريك (الإنجليزية) (registration required)
- جاكوب رامزي على موقع الاتحاد الأوربي (الإنجليزية)
- جاكوب رامزي على موقع إي إس بي إن إف سي (الإنجليزية)
- جاكوب رامزي على موقع قاعدة بيانات كرة القدم.إي يو (الإنجليزية)
- جاكوب رامزي على موقع Soccerbase.com (لاعب) (الإنجليزية)
- جاكوب رامزي على موقع Soccerway.com (الإنجليزية)
- جاكوب رامزي على موقع عالم كرة القدم.نت (الإنجليزية)